# Benjamin Sisko
Benjamin Lafayette Sisko a Star Trek: Deep Space Nine című amerikai sci-fi tévésorozat egyik főszereplője, a Deep Space Nine űrállomás és a USS Defiant űrhajó emberi kapitánya. Avery Brooks alakítja. A bajoriak fontos vallási alaknak, „a próféta küldöttjének” tekintik, de ő ezt kellemetlennek találja. Van egy fia, Jake Sisko.

## Élete

### Gyermekkora
2332-ben született a Földi New Orleansban Joseph és Sara Sisko fiaként. Édesanyjának testét egy Próféta – nemlineáris időben létező lény, akik a bajori féregjáratban élnek – szállta meg, abból a célból, hogy életet adjon neki, és később a próféták küldöttjévé váljon. Nem sokkal Benjamin első születésnapja előtt a Próféta elhagyta Sarah testét, aki ezután elvált Josephtől, és elutazott.
Egy évvel azután, hogy Sarah elment, Joseph Sisko ismét megnősült, a kapitány pedig mindig is úgy tudta, hogy apja új felesége a biológiai édesanyja. Tőle született meg Benjamin féltestvére, Judith, és még két fiúgyermek.
Korai éveiben testvéreivel együtt főzni tanultak apjuktól, aki úgy gondolta, hogy a replikált étel nem igazi étel. Joseph egy Sisko's nevű éttermet is üzemeltet, ahol gyermekei dolgoztak a nyár folyamán. Családját főkóstlóknak nevezte, és ragaszkodott hozzá, hogy minden este együtt vacsorázzanak. Sisko tinédzserként szerelmes volt Neffie Beumontba, és három évig együtt volt Zoey Philipssel.

## Élete a Deep Space Nine-on
Sisko a USS Saratoga elsőtisztjeként részese volt a Wolf-359-nél lezajlott csatának, ami során felesége életét vesztette. Ő és fia, Jake a legénység egy részével épp hogy meg tudott menekülni, mielőtt a hajó megsemmisült.
A csata után három évvel a Csillagflotta admiralitása rá ruházta az isten háta mögötti Deep Space Nine űrállomás vezetését. A kardassziai megszállás alól épp csak felszabadult Bajor bolygó körül keringő űrállomást nem tartotta nagyon alkalmasnak arra, hogy félárva fiát, Jake-et ott nevelje, ezért a pozíciót eleinte vonakodva fogadta, és Jean-Luc Picard útján áthelyezését kérte. Miután azonban tudományos tisztje, Jadzia Dax hathatós közreműködésével felfedezték a Galaxis távoli részébe, a Gamma-kvadránsba vezető féregjáratot, azonnal megváltoztatta elhatározását. 
A felfedezés azonban egy újabb tragikus konfliktushoz, a Domínium-háborúhoz vezetett, ez a Gamma-kvadránst uraló hatalom ugyanis területsértésként értékelte a féregjáratból érkező expedíciókat, és ellentámadással reagált. Benjamin Sisko a háború egyik meghatározó szereplőjévé vált, és neki köszönhető, hogy a Domínium végül elállt az Alfa-kvadráns leigázásának szándékától. 
Egyik alkalommal, a féregjárat véletlenszerűen, ismeretlen okból többször is kinyílt, majd bezáródott. A Földön néhány tiszt arra gyanakodott, hogy álcázott hajók érkeznek a Gamma kvadránsból. Ezzel egy időben a Földre hívták Sisko kapitányt és Odot, hogy a Flottaparancsnokság embereivel közösen hatékony intézkedéseket eszközöljenek a beépülő elcseréltek ellen, és meggyőzzék a Föderációs elnököt a veszély valósságáról. Az egyik elcserélt felvette Leyton admirális alakját, ám ezt Odo hamar észrevette, ugyanis feltűnt neki fajtársa erős ellenszenve, így az Alapító madár alakban elmenekült. Később a Domínium kiiktatta a Föld teljes áramellátását, és ennek hatására sikerült meggyőzni az elnököt, hogy hirdesse ki a szükségállapotot. Az utcákat elárasztották a Csillagflotta tisztjei. Rövid nyomozás után Sisko rájött, hogy az áramkimaradásért a Vörös Brigád nevű, elit kadétok csoportja felelős, akik Leyton admirális utasítására cselekedtek. Később az is kiderült, hogy a féregjárat véletlenszerű ki és becsukódása valójában egy Leyton admirális általi csel. Miután Sisko mindezt bebizonyította az elnöknek, visszavonták a szükségállapotot, és a kapitánynak hála, a Földön helyreállt a rend, az admirálist pedig lemondatták.